# Isola di Ross (Andamane)
L'isola di Ross è un'isola dell'arcipelago delle Andamane. Fa parte del distretto di Andaman Meridionale, appartenente al territorio indiano delle Andamane e Nicobare. Si trova a 3 km a est da Port Blair, la capitale delle Andamane e Nicobare e sede dell'aeroporto più vicino.
Prende il nome dal capitano Daniel Ross, idrografo della Compagnia britannica delle Indie orientali.
Dopo aver ospitato dal 1858 al 1945 una colonia penale, dal 1979 è sede della base militare di INS Jarawa.

## Storia
Dopo la mappatura di Archibald Blair delle isole Andamane e Nicobare Islands nel 1788, un insediamento venne creato a Port Cornwallis, l'attuale  Port Blair. Negli anni 1789-92, un ospedale ed un sanatorio vennero costruiti sulla vicina isola di Ross. Sei decenni dopo, i moti del 1857  spinsero i britannici a rafforzare il controllo sull'isola. Ross ospitò il centro amministrativo delle Andamane fino a che un terremoto lo distrusse nel 1941.
Nel novembre 1857, il Governo coloniale stabilì una colonia penale per isolare i reclusi che si avevano partecipato ai moti contro i britannici. Le baracche di bambù della prima colonia vennero presto sostituite da edifici, uffici e altre strutture costruite dai prigionieri, mentre l'isola di Viper divenne la sede della prigione vera e propria. Nel 1872, il posto di Soprintendente dell'isola venne elevato al rango di Commissario capo; il primo ad occupare questo ruolo fu Sir Donald Martin Stewart, dopo l'assassinio del viceré dell'India sir Richard Southwell Bourke a Port Blair.
Un forte terremoto causò l'abbandono dell'isola nel 1941 e gli uffici del comando vennero trasferiti a Port Blair. Nove mesi dopo, le truppe giapponesi investirono l'isola e l'occuparono fino al 1945. Durante questo periodo, la Government House divenne la residenza dell'ammiraglio giapponese. Subhas Chandra Bose, che lottava contro il governo coloniale britannico, risiedette nell'isola nel dicembre 1943, facendo issare il tricolore indiano sulla Government House. Rimangono sull'isola resti di fortificazioni giapponesi, anche dopo l'arrivo degli Alleati nel 1945.
Nell'aprile 1979, l'isola venne ceduta alla Marina indiana che vi ha edificato la piccola base militare di INS Jarawa, che prende il nome di una tribù indigena della Andamane.